# 로위연구소
로위연구소(Lowy Institute)는 호주 시드니에 위치한 씽크탱크이다.

## 역사
2003년 4월 설립된 로위연구소는 10년이 안 되는 연혁에도 불구하고 호주 내 급성장하는 국제정세분석 싱크탱크다.
대부호인 프랭크 로위(Frank Lowy)가 설립했고, 기업, 정부 기관 등의 재정 지원을 받아 운영된다.
웨스트필드는 1959년 호주 시드니 외곽에서 프랭크 로위에 의해 설립, 현재 뉴욕 로어맨하탄의 웨스트필드 WTC, 뉴저지 파라무스의 가든 스테이트 플라자 등 미국과 영국에만 35개 샤핑몰을 포함, 전세계 13개국에 104개의 샤핑몰을 운영하고 있다.
2016년, 호주의 대표적인 국제전략 싱크탱크로 알려진 로위국제정책연구소. 이곳에서 한국인으로는 처음으로 송지영(여·40) 박사가 스카우트 되었다. 싱가포르경영대 정치학 교수인 송 박사는 호주 이민성 초청으로 18개월 동안 이 연구소에서 이민정책연구실장을 맡아 이민정책 연구 프로젝트를 진두지휘한다. 그는 5년 동안 이 대학에서 아시아 이주 및 인권을 연구하고 가르쳤다.
2022년 10월 6일, 젤렌스키 대통령은 호주 로위국제정책연구소와 영상 회의에서 "러시아가 핵무기를 사용할 경우 어떤 일이 벌어질지 알 수 있도록 북대서양조약기구가 선제타격을 가하는 것이 중요하다"고 말했다.

## 아시아 파워지수
시드니에 기반을 둔 싱크탱크 로위 연구소가 조사 대상국의 자원, 영향력 등을 측정해 매년 공개하는 아시아 파워지수는 각국 정부와 학계에서 주목하는 주요 보고서다.
호주의 민간 싱크탱크인 로위 연구소는 2018년부터 인도-태평양 지역 내 주요 국가들의 잠재력에 대하여 경제역량(17.5%), 군사력(17.5%), 위기극복력(10%), 미래자원(10%) 4개 분야와 지역안보에 대한 영향력에 대하여 무역 교류(15%), 국방네트워크(10%), 외교적 영향력(10%)과 문화적 친화력(10%) 4개 분야로 구분하여 평가하고 이를 총 100점 만점으로 우선순위를 주는 아시아 파워지수를 매년 연구 보고서로 발간하고 있다.